# مارتن تايلور (لاعب كرة قدم)
مارتن تايلور (بالإنجليزية: Martin Taylor)‏ (9 ديسمبر 1966 في المملكة المتحدة - ) هو لاعب كرة قدم بريطاني في مركز حراسة المرمى. لعب مع ديربي كاونتي وسكونثورب يونايتد ونادي بارنسلي ونادي بيرتن ألبيون ونادي كارلايل يونايتد ونادي كرو ألكساندرا ونادي تلفورد يونايتد وويكمب وندررز.

## وصلات خارجية
- مارتن تايلور على موقع قاعدة بيانات كرة القدم.إي يو (الإنجليزية)
- مارتن تايلور على موقع Soccerbase.com (لاعب) (الإنجليزية)
- مارتن تايلور على موقع عالم كرة القدم.نت (الإنجليزية)